# Sonic Mega Collection
Sonic Mega Collection (яп. ソニック メガコレクション Соникку Мэга Корэкусён) — сборник видеоигр серии Sonic the Hedgehog, выпущенный для GameCube в 2002 году. 2 ноября 2004 года в США, 9 декабря 2005 года в Японии и 4 февраля в Европе, для PlayStation 2, Xbox и ПК, вышла расширенная версия сборника Sonic Mega Collection Plus (яп. ソニック メガ コレクション プラス Соникку Мэга Корэкусён Пурасу).
Sonic Mega Collection получила положительные критические отзывы, её главным недостатком критики считают отсутствие игры Sonic the Hedgehog CD. Sonic Mega Collection Plus также была положительно встречена критиками.

## Список игр в сборнике
- Sonic the Hedgehog
- Sonic the Hedgehog 2
- Sonic the Hedgehog 3
- Sonic & Knuckles
- Sonic the Hedgehog Spinball
- Dr. Robotnik’s Mean Bean Machine
- Sonic 3D

### Sonic Mega Collection Plus
те же и:
- Sonic the Hedgehog (8 бит)
- Sonic Blast
- Sonic Chaos
- Sonic Drift
- Sonic Labyrinth
- Dr. Robotnik’s Mean Bean Machine (версия 8 бит)

### Разблокируемые игры
- Blue Sphere
- Knuckles in Sonic 2
- Sonic 3 & Knuckles
- Flicky
- Ristar
- Comix Zone (только в Японии)
- The Ooze (только в Японии)

## Разработка и выход игры
На стадии разработки в сборнике должны были присутствовать игры Vectorman и Vectorman 2, но они появились лишь в следующем сборнике — Sonic Gems Collection. Также планировалось, что в сборнике будет присутствовать Sonic the Hedgehog CD. В прототипе игры даже есть внутреигровой мануал, однако сам ром Sonic the Hedgehog CD в образе игры отсутствует.

## Sonic Mega Collection Plus
Sonic Mega Collection Plus представляет собой расширенную версию Sonic Mega Collection для PlayStation 2, Xbox и PC. Это издание включает в себя ещё шесть игр Game Gear, две игры, которые были в японской версии сборника (The Ooze и Comix Zone), новое видео и картинки, комиксы, новое меню в игре. Однако, отсутствует шесть игр серии Sonic the Hedgehog на Game Gear, которые были включены в Sonic Adventure DX: Director’s Cut, но они позже появляются в следующем сборнике — Sonic Gems Collection. Кроме того в упаковке сборника на ПК написано, что сборник поддерживает CD-ROM, но на самом деле поддерживает DVD-ROM. Переиздана для ПК в 2009 году как часть Sonic PC Collection.

## Оценки и мнения
| Сводный рейтинг | Сводный рейтинг | Сводный рейтинг | Сводный рейтинг |
| Издание         | Оценка          | Оценка          | Оценка          |
| Издание         | GC              | PS2             | Xbox            |
| --------------- | --------------- | --------------- | --------------- |
| GameRankings    | 76,44 %         | 75,68 %         | 76,27 %         |

Отзывы о сборнике были положительные. GameZone похвалил «первоклассное» управление игрой. Game Informer заявил, «Sonic Mega Collection, возможно, лучший сборник, когда-либо выходивший». IGN охарактеризовал сборник, как «чудесную маленькую коллекцию, которая, хотя и не идеальна, но представляет собой большую ценность». Game Revolution сказал, что «лучше просто сдуть пыль со старой Genesis, потому что здесь нет хороших дополнительных материалов».
Отзывы о Sonic Mega Collection Plus также были положительными. GameSpy заявили, что не рекомендует вещь для тех, кто называет себя геймерами. IGN заявил, что «вы не можете найти более выгодную сделку, чем 20 игр за 20 долларов», и, что «хотя и не каждая игра про Соника является отличной, эти игры, несмотря на то, что они старые, превосходят последние игры серии Sonic the Hedgehog в 3D». GameZone хвалит компиляцию в целом как «почти полный пакет классических игр про Соника», критически отозвался о эмуляции игр на Game Gear. 1UP.com заверил читателей, что «даже с его недостатками, это всё ещё один из наиболее дешёвых классических сборников, доступный для любой системы до тех пор, пока вам нравится Соник».